# Lepidostoma ectopium
Lepidostoma ectopium är en nattsländeart som beskrevs av Ralph W. Holzenthal och Embrik Strand 1992. Lepidostoma ectopium ingår i släktet Lepidostoma och familjen kantrörsnattsländor. Inga underarter finns listade i Catalogue of Life.